# Osiny (powiat brzeziński)
Osiny – wieś w Polsce położona w województwie łódzkim, w powiecie brzezińskim, w gminie Dmosin.
Wieś szlachecka położona była w drugiej połowie XVI wieku w powiecie rawskim ziemi rawskiej województwa rawskiego. W latach 1975–1998 miejscowość należała administracyjnie do województwa skierniewickiego.

## Zabytki
Według rejestru zabytków Narodowego Instytutu Dziedzictwa na listę zabytków wpisane są obiekty:
- zespół dworski, XIX/XX w.:
  - dwór, nr rej.: 604 z 28.07.1983
  - park, nr rej.: 565 z 20.06.1981